# Oxid iridičelý
Oxid iridičelý (IrO4) je binární sloučenina kyslíku a iridia. Tato látka byla připravena fotochemickým přesmykem [(η1-O2)IrO2] v pevném argonu při teplotě 6 K. Za vyšších teplot nemůže tato látka existovat. Kation této látky [IrO4]+ má formální oxidační číslo IX, navrhovaný český název je kation tetraoxoiridutý (přípona -utý pro ox. č. 9).